# Museum of Arts and Design
Ne doit pas être confondu avec Musée des Arts décoratifs (Paris).
Le Museum of Arts and Design (MAD), installé dans le quartier de Manhattan à New York, est un musée dont la mission consiste en la collecte, la conservation, l'étude et l'exposition d'objets artisanaux contemporains réalisés dans de nombreuses matières, comme l'argile, le verre, le métal, les fibres ou encore le bois. Il accueille en moyenne 300 000 visiteurs par an. Certaines expositions itinérantes ou des rétrospectives et autres évènements spéciaux peuvent doubler cette audience.
Le musée fondé en 1956 par l'American Craft Council et la philanthrope Aileen Osborn Webb, s'appelle alors Museum of Contemporary Crafts. En 1986, il déménage à l'angle de 40 West et 53rd Street et est rebaptisé American Craft Museum. En 2002, il devient le Museum of Arts and Design et, en 2008, déménage à son emplacement actuel.

## Le 2 Columbus Circle
Le nouvel emplacement, avec plus de 5 000 m2, a plus que triplé la taille de l'ancien musée. Il comprend quatre étages exposant les œuvres d'artistes établis et émergents, un auditorium de 150 places où le musée propose des conférences, des films, des spectacles et un restaurant. On y trouve également un centre d'étude de la joaillerie, un centre de formation et trois ateliers destinés aux artistes en résidents.
La volonté du musée de modifier radicalement le bâtiment d'Edward Durell Stone a déclenché une bataille pour sa préservation. Parmi ceux qui s'opposèrent à ces modifications, on peut citer Tom Wolfe, Chuck Close, Frank Stella, Robert A.M. Stern, Barry Bergdoll, les critiques architecturaux du New York Times Herbert Muschamp et Nicolai Ouroussoff. Le maire Michael Bloomberg, Ada Louise Huxtable, et d'autres ont cependant plébiscité le réaménagement de ce site trop longtemps négligé.
La refonte du bâtiment a été confiée aux soins de Brad Cloepfil et de sa société l'Allied Works Architecture. L'édifice redessiné voit sa façade en marbre blanc du Vermont, remplacée par de la terre cuite émaillée et du verre. Ce revêtement de céramique nacrée donne des effets de changement de couleur en fonction de l'angle de vue de l'observateur.